# چاه حاج جمال‌الدین قنبرزهی
چاه حاج جمال‌الدین قنبرزهی روستایی در دهستان چشمه زیارت بخش مرکزی شهرستان زاهدان استان سیستان و بلوچستان ایران است.

## جمعیت
بر پایه سرشماری عمومی نفوس و مسکن در سال ۱۳۹۵ جمعیت این روستا ۲۲۲ نفر (۴۴خانوار) بوده‌است.